# محطة مترو أتوشا مدريد
أتوشا رينفي (بالإسبانية: Atocha Renfe)‏ هي محطة مترو أنفاق في مدريد في إسبانيا، تقع على الخط رقم 1.